# 機回し

緑色の機関車が黄色の客車を牽いてきた後、反対方向に出発する。機関車は機回しを行っており、青い線の部分が「機回し線」と呼ばれる機回し用の線路。

機回し（）とは、機関車を列車編成の先頭部から最後部へ、切り離して転線することにより付け替える（前方から後方へ移動させる）作業のことである。機関車回し（）作業とも呼ばれる。

## 概要
機回し作業が行われる例として、機関車が客車・貨車などを終着駅またはスイッチバック駅まで牽引した後、反対方向に走行させるために機回し作業が必要となる。編成最前部の機関車を切り離し編成最後尾に付け替える。
機回しには機回し線を使用する。蒸気機関車は運転台が一方向にしかないため、転車台を用いて機関車自体の方向を変えることが一般に行われていたが、電気機関車、ディーゼル機関車等では、日本国有鉄道EF55形電機機関車など一部を除いて機関車の両端に運転台を持つため、方向転換の必要がなくなった。また、デルタ線（三角線）でもこれを行うことがある。